# 池袋男子BL学園
『池袋男子BL学園』（いけぶくろだんしビーエルがくえん）とは、東京都豊島区東池袋にある「2.5次元のBL（Boys Love）学園」をコンセプトにしたコンセプトカフェ。通称イケガク。

## 概要
株式会社Be2（かぶしきがいしゃビーセカンド）によって2011年に出店された。
「登校生」と称される来客は、「入学時」（初回来店時）「BLと制服に過ぎた青春を重ねた理事長により創立された男子学園」「しかし学園のさらなる発展を目指し2011年より男女共学の学園へと移り変わることとなりました」と「在校生」であるキャストより説明される。
運営会社による発表では、「主な客層は腐女子だが、全体顧客の約20%は海外からのユーザーである」とされているが、この数字に疑問を呈する在校生も存在する。

## システム
利用料金は、「一般学費」と呼ばれる基本料金に消費税10%を加算した額であり、「下校時」（退店時）に支払うシステムである。
- 基本学費 1,000円/60分＋1ドリンク制（初回のみ 1,000円/90分）
- 延長学費 500円/30分
- 予約の場合＋300円
- 喫煙席希望時プラス300円
- 入学時（初回来店時）の学生証発行料（必須） 300円
- 夜間学費（24:00~04:00）フリータイム 2,800円＋1ドリンク（前後の時間に登校時は延長料金として計算）
- 22:30以降の学費、フードなどすべての料金には10%の深夜料金を加算。

延長になった場合も在校生から声をかけることはないため、登校生は各自で時間を管理することが求められ、退店時は「下校します」と伝えることになっている。

## 校則
学園内では、いくつかの校則が設けられている。以下、公式ホームページの引用である。
- 在校生には触れないこと 当学園は在校生同志の純同性交友を推奨する学園です。よって、登校生から在校生への接触はおやめください。
- 学園内での撮影は禁止 ご注文頂いたフード、ドリンクの静止画のみ撮影が許可されております。在校生の撮影は厳禁です。
- 在校生の情報をきくこと 連絡先の交換・在校生の登校日などの告知などは一切しておりません。聞き出すことのないようにお願いします。
- 生徒同士仲良くすること 在校生、登校生の個性を尊重しつつ楽しい学園生活をお送りくださいませ。

## 在校生
2021年7月26日現在の在校生と教師の一覧である。ほとんどの在校生はTwitterアカウントを持っているが、校則によりDMは禁止されている。
なお、以下の表は主にイケガク公式サイトの情報を基に作成しているため、本人談の身長データや出身地、ニックネームとは異なる場合がある。ただし、公式サイトに個人紹介ページの存在しない黒瀬玲音と一条類については、本人のTwitterやイケガク内にある「生徒名簿」の情報を基にしている。
| 学年 | 名前                        | 入学期 | 部活     | ニックネーム | 誕生日 | 血液型 | 出身                  | 身長  | 備考     |
| ---- | --------------------------- | ------ | -------- | ------------ | ------ | ------ | --------------------- | ----- | -------- |
| 1年  | 涼宮紫音 （すずみやしおん） | 12期   | 軽音部   | しおんぴ     | 1/3    | o      | 京都                  | 178cm |          |
| 1年  | 城田蓮 （しろたれん）       | 14期   | 吹奏楽部 | れんれん     | ２/２  | o      | 東京都                | 176cm |          |
| 1年  | 星乃むぎ （ほしのむぎ）     | 13期   | 吹奏楽部 | むぎくん     | 12/23  | o      | 神奈川県              | 160cm |          |
| 1年  | 阿久津世那 （あくつせな）   | 14期   | 軽音部   | せなくん     | ８/28  | A      | 広島県                | 180cm |          |
| 2年  | 阿久津 （）                 | 12期   | 吹奏楽部 | るかくん     | 12/3   | A      | 滋賀県                | 174cm |          |
| 2年  | 朝比奈りく （あさひなりく） | 12期   | 吹奏楽部 | りっくん     | 9/1    | O      | 三重県                | 176cm |          |
|      | 奈良翔伍 （ならしょうご）   | 10期   | バスケ部 | えぐいて     | 10/20  | A      | 大阪府 （育ちは京都） | 168cm | 副会長   |
| 3年  | 佐伯百 （さいきもも）       | 9期    | 帰宅部   | ももちゃん   | 9/17   | A      | 徳島県                | 172cm | 生徒会長 |

※1 生徒会長選挙は毎年7月の「周年イベント」で行われる。一定の期間内に登校した登校生は投票「券」を得ることができるが、実際に投票「権」をもつのはイベント当日に参加した者のみである。投票の結果、1位になると生徒会長、2位になると副生徒会長に任命される。
| 役職      | 名前                      | 入学期 | 部活 | ニックネーム | 誕生日 | 血液型 | 出身 | 身長  |
| --------- | ------------------------- | ------ | ---- | ------------ | ------ | ------ | ---- | ----- |
| 理事長 ※2 | 一条類 （いちじょうるい） | 1期    |      |              | 10/21  |        |      | 179cm |

※2 一条類はイケガクの実際の創業者・経営者。3年生、初代生徒会長、英語の先生などを経て、2018年4月29日に卒業。そのためサイトの在校生紹介ページに掲載はなく、卒業生の欄に名前が載っている。2020年3月 - 5月にかけてのYoutube生配信等に裏方でなくメインキャスト側として露出しており、チェキ等の注文も可能であった。が、6月28日の配信には姿がなかったり、7月29日の配信では「（その予定はなかったが）急遽、出演することになった」という旨の発言があったり、立ち位置としてはあやふやである。（2020年7月29日の配信内で「卒業」の意味を問い詰められた本人は、「英語の先生からの卒業ってことで、今は理事長だから！」と発言している。）

## YouTubeチャンネル
2019年11月より、YouTubeに公式チャンネルが開設され、BLやイケガクにかかわる様々なコンテンツをアップロードしている。
動画には以下のような種類がある。
- 入学時の在校生による学園説明
- BLドラマ
- 「【定期】ランキング編」
- 「【BL】1分シュチューレーション」
- 過去の一部の配信イベント
- その他（「アナザースカイ」パロディ、NG集、「TikTok」パロディ等）

### 「BLドラマ」
一部の在校生（一条類含む）が脚本を務め、そのほかの在校生とともに撮影を行っているBLドラマ。
| 題名                 | 脚本   | 主演   | 助演                                        | 動画                                             | 主題歌                       |
| -------------------- | ------ | ------ | ------------------------------------------- | ------------------------------------------------ | ---------------------------- |
| 「まだ君を想い出す」 | 一条類 | 板垣翔 | - 黒川まお - 黒瀬玲音 - 奈良翔伍 - 希崎紫音 | - 予告編 - 第1話 - 第2話 - 第3話 - 最終話 - NG集 | - 魔王魂 - 「where you are」 |

### 【定期】ランキング編
「【公式】池袋男子ＢＬ学園の生徒による　胸きゅんストーリー　ＢＬ編 〜３次元はどこまで２次元なる？！〜 を配信いていくちゃんねるになっております。 【定期コンテンツ】」

（公式による説明。誤字ママ）
レギュラー在校生5名がその回の「テーマ」に沿って、各自「妄想カップリングポッキー」（説明前述）を模してポッキーを用いる寸劇を考案。自身が「攻め」、別の在校生1名を「受け」として事前に収録した動画をプレゼンしていく。また、ゲストとして卒業生が出演することもある。
視聴者は毎回コメント欄で「誰のストーリーがいちばん良かったか」を投票し、その集計結果によって定期的にメンバー交代が行われる。最下位となった在校生は、レギュラー外の他の在校生と入れ替わる形になる。
| 期間                   | レギュラーメンバー （太字は新メンバー）              | 動画 |
| ---------------------- | ---------------------------------------------------- | --- |
| 2021年2月 -            | - 板垣翔 - 成田飛雄馬 - 神楽叶多 - 佐伯百 - 瀬戸愛永 | - 「絶対聞こえるオナラを聞いた時の対処法」 - 「自分のことどれくらい好き？ って聞かれたときの対応」 - 「料理が美味しくなかったときの対応」                                                               |
| 2020年8月 - 2021年1月  | - 板垣翔 - 黒川まお - 黒瀬玲音 - 佐伯百 - 瀬戸愛永   | - 「正しい着付け（言い訳）での襲い方」 - 「自粛中の恋人達の過ごし方」 - 「誕生日プレゼントを忘れたときのきゅんとする対応」 - 「休日カップルの過ごし方〜野外編〜」 - 「入れ替わり投票結果」              |
| 2020年3月 - 2020年7月  | - 板垣翔 - 黒川まお - 黒瀬玲音 - 佐伯百 - 奈良翔伍   | - 「春休み中の教室でのちゅー」 - 「やる気のない後輩へのたしなめかた」 - 「エレベーターでのきゅんとするシーン」 - 「喧嘩したあとの嬉しい慰め方」 - 「きゅんとする朝の起こし方」 - 「入れ替わり投票結果」 |
| 2019年11月 - 2020年3月 | - 板垣翔 - 一之瀬叶夢 - 黒瀬玲音 - 佐伯百 - 奈良翔伍 | - 「キュンとするクリスマスプレゼントの渡し方」 - 「素敵な恋人との別れ方」 - 「男子高校あるある」 - 「恋人同士のきゅんとするキス」 - 「素敵な告白の仕方」 - 「入れ替わり投票結果」                       |

※2020年8月 - 2021年1月期においては、入れ替わり投票で最下位だった黒瀬玲音とは別に、2020年12月にイケガクを卒業した黒川まおも自動的に脱退となったため、新規メンバーが2名加入した。

## イベント
イケガクで行われるイベントには次のような種類がある。
- 季節のイベント（基本的に毎月1度）
- 在校生バースデーイベント
- 在校生卒業イベント
- 深夜校イベント（フリータイムの深夜料金によるイベント）
- 林間学校イベント（バス遠足形式のイベント。遊園地を貸し切っての逃走中などが行われる）

季節のイベントや深夜校イベントにおいては、理事長以外の在校生が主となって催されることもある。
新型コロナウイルス感染拡大に伴う休校期間中（公式サイトでは2020年4月8日 - 5月6日とされていたが、5月4日に公式Twitterで休校を5月31日まで延長することを発表した）は、YouTubeストリーミングを用いたイケガクからの生配信（放送1時間＋物販30分）という形で行われた。2020年6月イベントからはほぼ通常通りイケガクでの開催となったが、事前録画の動画によるイベント配信とチェキ等の物販販売が行われることが定例となった。